# Guillaume de Vaucelles
Guillaume de Vaucelles né le 12 octobre 2001, est un joueur français de hockey sur gazon. Il évolue au poste de gardien de but au Saint-Germain HC et avec l'équipe nationale française.

## Carrière
Il a faits ses débuts avec les U21 pour l'Euro à Valence en juillet 2019.

## Palmarès
- : 3e à la coupe du monde des moins de 21 ans en 2021[1].